# József Sütő
József Sütő (* 9. September 1937 in Makó) ist ein ehemaliger ungarischer Langstreckenläufer.

## Sportliche Erfolge
1962 kam er bei den Europameisterschaften in Belgrad über 10.000 Meter auf den 23. Platz und siegte beim Csepel-Marathon in 2:23:06 h.
In den beiden darauffolgenden Jahren siegte er bei den Ungarischen Meisterschaften im Marathon.
Bei den Olympischen Spielen 1964 in Tokio belegte er über 10.000 Meter den 16. Platz und wurde im Marathon Fünfter.
1965 wurde er zum dritten Mal Ungarischer Marathonmeister und kam beim Fukuoka-Marathon auf den achten Platz.
Bei den Europameisterschaften 1966 in Budapest lief er über 10.000 Meter auf den 13. Platz und erreichte im Marathon nicht das Ziel.
1968 qualifizierte er sich mit einem zweiten Platz in 2:21:34 h beim Internationalen Freundschaftsmarathon von Budapest für den Marathon der Olympischen Spiele in Mexiko-Stadt, bei dem er jedoch nicht ins Ziel gelangte.
1962 und 1963 wurde er Ungarischer Meister über 10.000 Meter, 1963 außerdem im Crosslauf.

## Persönliche Bestzeiten
- 10.000 m: 28:56,8 min, 17. Juni 1967, Budapest
- Marathon: 2:17:56 h, 21. Oktober 1964, Tokio